# کانتون کوئنکا
کانتون کوئنکا (به اسپانیایی: Cantón Cuenca) یک منطقهٔ مسکونی در اکوادور است که در استان آزوای واقع شده‌است.

## خصوصیات
کانتون کوئنکا ۳٬۱۹۰٫۵۴ کیلومترمربع مساحت و ۵۰۵٬۵۸۵ نفر جمعیت دارد.